# Neozimiris chickeringi
Neozimiris chickeringi là một loài nhện trong họ Gnaphosidae.
Loài này thuộc chi Neozimiris. Neozimiris chickeringi được Norman I. Platnick & Mohammad U. Shadab miêu tả năm 1976.